# روبرت إم. هال
روبرت إم. هال (بالإنجليزية: Robert M. Hall)‏ هو شخصية أعمال أمريكي، ولد في 27 سبتمبر 1909 في بروفيدنس في الولايات المتحدة، وتوفي في 21 ديسمبر 1998.